# Wahlkreis Broadland and Fakenham

Der Wahlkreis Broadland in der Grafschaft Norfolk

Der Wahlkreis Broadland and Fakenham (bis 2023: Wahlkreis Broadland) ist ein Wahlkreis für das britische Unterhaus. Der Wahlkreis wurde zur Unterhauswahl 2010 geschaffen und entsendet einen Abgeordneten.

## Grenzen
Der Wahlkreis umfasst im Distrikt Broadland die Wahlbezirke (wards) Acle, Aylsham, Blofield mit South Walsham, Brundall, Burlingham, Buxton, Coltishall, Drayton North, Drayton South, Eynesford, Great Witchingham, Hevingham, Horsford and Felthorpe, Marshes, Plumstead, Reepham, Spixworth with St Faiths, Taverham North, Taverham South und Wroxham und im Distrikt North Norfolk die Bezirke Astley, Lancaster North, Lancaster South, The Raynhams, Walsingham und Wensum.
Die Bezirke gehörten zuvor zu den Wahlkreisen North Norfolk, Norwich North und Mid Norfolk.

## Abgeordnete
| Wahl | Abgeordneter   | Partei       |
| ---- | -------------- | ------------ |
| 2010 | Keith Simpson* | Conservative |

* Keith Simpson war zuvor Abgeordneter für den Wahlkreis Mid Norfolk.

## Wahlergebnisse
| Unterhauswahl 2017: Broadland | Unterhauswahl 2017: Broadland | Unterhauswahl 2017: Broadland | Unterhauswahl 2017: Broadland | Unterhauswahl 2017: Broadland |
| Partei                        | Kandidat                      | Stimmen                       | %                             | ±                             |
| ----------------------------- | ----------------------------- | ----------------------------- | ----------------------------- | ----------------------------- |
| Conservative                  | Keith Simpson                 | 32.406                        | 57,9                          | +7,4                          |
| Labour                        | Iain Simpson                  | 16.590                        | 29,6                          | +10,9                         |
| Liberal Democrats             | Steve Riley                   | 4.449                         | 7,9                           | −1,8                          |
| UKIP                          | David Moreland                | 1.594                         | 2,8                           | −13,9                         |
| Green                         | Andrew Boswell                | 932                           | 1,7                           | −2,6                          |
| Wahlbeteiligung               | Wahlbeteiligung               | 55.971                        | 72,4                          | +1,3                          |

| Unterhauswahl 2015: Broadland | Unterhauswahl 2015: Broadland | Unterhauswahl 2015: Broadland | Unterhauswahl 2015: Broadland | Unterhauswahl 2015: Broadland |
| Partei                        | Kandidat                      | Stimmen                       | %                             | ±                             |
| ----------------------------- | ----------------------------- | ----------------------------- | ----------------------------- | ----------------------------- |
| Conservative                  | Keith Simpson                 | 26.808                        | 50,5                          | +4,3                          |
| Labour                        | Christopher Jones             | 9.970                         | 18,8                          | +4,9                          |
| UKIP                          | Stuart Agnew                  | 8.881                         | 16,7                          | −12,2                         |
| Liberal Democrats             | Steve Riley                   | 5.178                         | 9,8                           | −22,6                         |
| Green                         | Andrew Boswell                | 2.252                         | 4,2                           | +2,8                          |
| Wahlbeteiligung               | Wahlbeteiligung               | 53.098                        | 71,1                          | −0,9                          |

| Unterhauswahl 2010: Broadland | Unterhauswahl 2010: Broadland | Unterhauswahl 2010: Broadland | Unterhauswahl 2010: Broadland | Unterhauswahl 2010: Broadland |
| Partei                        | Kandidat                      | Stimmen                       | %                             | ±                             |
| ----------------------------- | ----------------------------- | ----------------------------- | ----------------------------- | ----------------------------- |
| Conservative                  | Keith Simpson                 | 24.338                        | 46,2                          |                               |
| Liberal Democrats             | Daniel Roper                  | 17.046                        | 32,4                          |                               |
| Labour                        | Allyson Barron                | 7.287                         | 13,8                          |                               |
| UKIP                          | Stuart Agnew                  | 2.382                         | 4,5                           |                               |
| BNP                           | Edith Crowther                | 871                           | 1,7                           |                               |
| Green                         | Susan Curran                  | 752                           | 1,4                           |                               |
| Wahlbeteiligung               | Wahlbeteiligung               | 53.098                        | 71,1                          | −0,9                          |